# Diego Bonfá
Diego Yamil Bonfá (* 4. Dezember 1977) ist ein argentinischer Fußballschiedsrichterassistent. Er steht als dieser seit 2011 auf der Liste der FIFA-Schiedsrichter.

## Karriere
Als Assistent begleitete er nebst vielen Partien auf nationaler Ebene unter anderem international nebst Partien auf Klub-Ebene, auch Spiele von Nationalmannschaften. Hierbei war er unter anderem bei der Copa América 2011 und der Europameisterschaft 2020 vertreten. Zur Weltmeisterschaft 2022 wurde er ins Aufgebot der Assistenten berufen.